# Gotthold Ephraim Lessing
Gotthold Ephraim Lessing (22 ianuarie 1729 Kamenz, Saxonia–15 februarie 1781) a fost un scriitor și filozof german, reprezentant de seamă al Iluminismului în Germania. Spirit critic lucid, pătrunzător, caracater onest, optimist și independent, temperament viguros și combativ, Lessing a îndrumat viața culturală germană pe drumuri noi.

## Viața
Lessing face studii de teologie și de medicină la Leipzig - în acest timp a audiat prelegeri de filosofie și de filologie, după care s-a simțit atras de teatru. După mai multe încercări dramatice nereușite și după publicarea unor poezii anacreontice, în spiritul vremii, fuge la Wittemberg, pentru a scăpa de datorii (1748), iar de aici, după un timp, se duce la Berlin.
În 1751 obține titlul de „magistru” la Universitatea din Wittemberg, după care scrie critică literară. Între 1760–1765, Lessing lucrează ca secretar al generalului von Tanentzien, după care ajunge la Hamburg. Aici va scrie critică teatrală și lucrarea „Dramaturgia hamburgheză”.  El este creatorul dramei burgheze gemane și al dramei de idei, precum și al unor opere fundamentale de estetică.

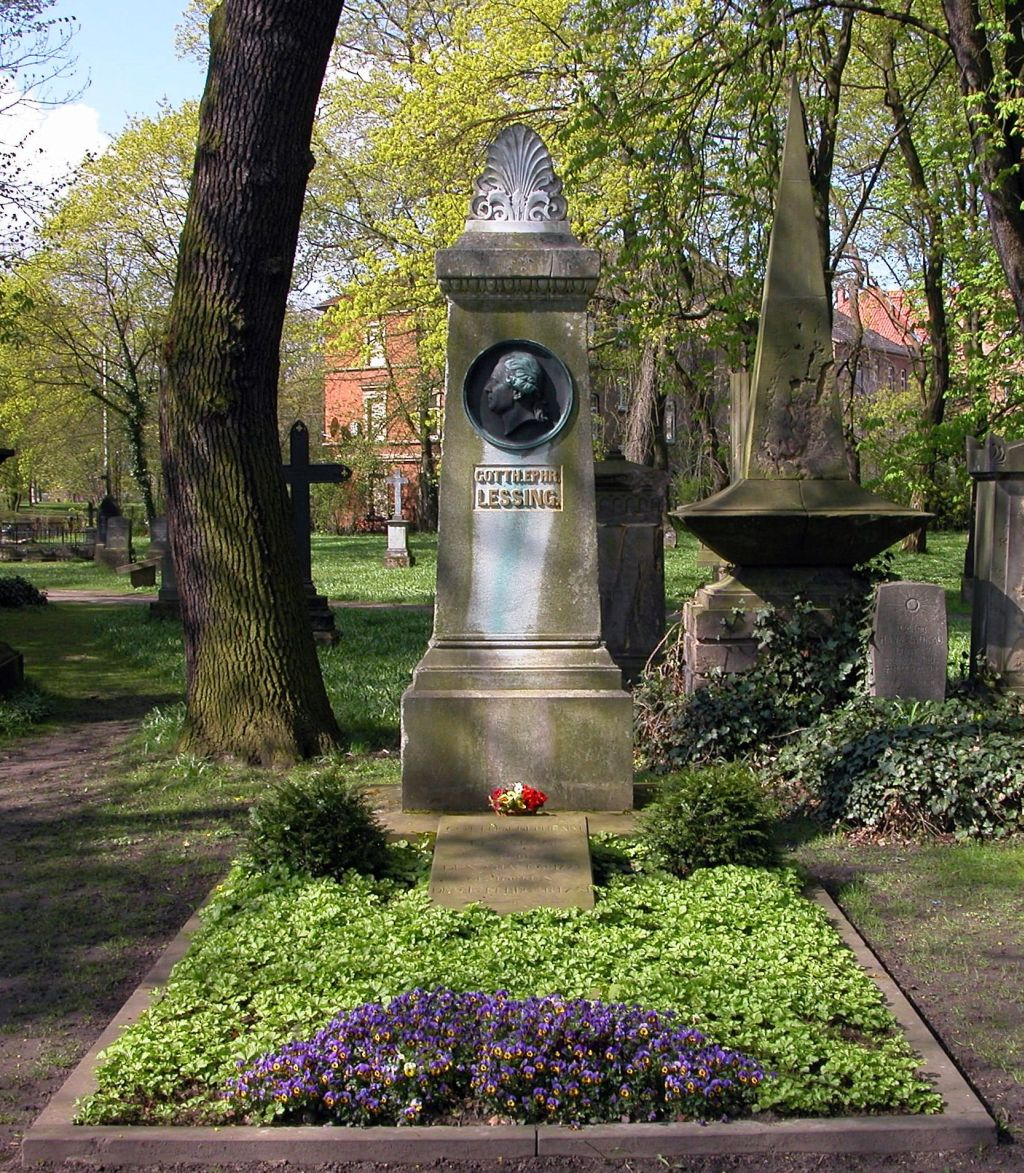
Mormântul lui Lessing în Braunschweig

În 1776 se căsătorește cu Eva König, care moare subit doi ani mai târziu. Scriitorul se stinge și el din viață în 1781.

## Scrieri
- 1751: Nimicuri ("Kleinigkeiten")
- 1755: Miss Sara Sampson
- 1759/1765: Scrisori privind literatura cea mai nouă ("Briefe, die neueste Literatur betreffend")
- 1759: Fabule ("Fabeln")
- 1766: Laokoon sau despre limitele picturii și ale poeziei ("Laokoon oder Über die Grenzen der Malerei und Poesie")
- 1767: Minna von Barnhelm sau Norocul soldatului ("Minna von Barnhelm oder Das Soldatenglück")
- 1767/1769: Dramaturgie hamburgheză ("Hamburgische Dramaturgie")
- 1772: Emilia Galotti
- 1778/1780: Ernst și Falk ("Ernst und Falk")
- 1778: Anti-Goeze
- 1780: Educarea neamului omenesc ("Die Erziehung des Menschengeschlechts")
- 1779: Nathan înțeleptul ("Nathan der Weise").